# Kisrebra
Kisrebra (románul: Rebrișoara) falu Romániában, Erdélyben, Beszterce-Naszód megyében.

## Története
A falut 1440-ben említette először oklevél Also Rebra, Alsorebre néven. 1547-ben Rebre minor, 1733-ban Kis-Rebra, 1760–1762 között Kis Rebra, 1808-ban Rebra (Kis-), Klein-Rebern, Rebra-mike, 1861-ben Kis-Rebra, Rebrisora, 1913-ban Kisrebra néven írták.
A trianoni békeszerződés előtt Beszterce-Naszód vármegye Naszódi járásához tartozott.
1910-ben 3423 lakosából 3345 fő román, 60 német és 18 magyar volt. A népességből 3325 fő  görögkatolikus, 78 izraelita vallású volt.
A 2002-es népszámláláskor 3336 lakosa közül 3320 fő (99,5%) román, 12 (0,4%)  cigány, 2 (0,06%) magyar, 1 (0,03%) német és 1 (0,03%) ukrán volt.